# The Boys You Know
The Boys You Know ist eine Indie-Rock-Band aus Österreich.

## Geschichte
The Boys You Know wurde 2012 von Filmregisseur Thomas Hangweyrer, Mathias Kollos, Benjamin Philippovich und Sophie Schmidauer gegründet. 2013 erschien das Debütalbum Waste Your Time auf dem Wiener Label Wohnzimmer Records. Produziert wurde das Album von Wolfgang Möstl, dem Frontman von Killed by 9V Batteries und Mitglied zahlreicher anderer Bands (Mile Me Deaf, Sex Jams). Die Singles All The Other Kids und Wake Up wurden vom österreichischen Radiosender FM4 gespielt. Im Juli 2013 erschien das Album auf dem japanischen Label „Vinyl Junkie Recordings“ (The Wombats, Ringo Deathstarr). 
Im Mai 2014 ist das zweite Studioalbum, Purple Lips, erschienen. Mit Purple Lips gelang es der Band erstmals auch in Deutschland, größere Aufmerksamkeit zu erregen (Joiz, MTV, VIVA, Motor Music). 
2016 stieg Sophie Schmidauer aus. Drei neue Mitglieder waren Max Hauer, Manuel Kurzmann und Stefan Slamanig. Im August 2016 erschien das dritte Studioalbum, Elephant Terrible. Mit dem Album gelang erstmals eine Chartplatzierung in Österreich. Positive Rezensionen kamen vom deutschen Rolling Stone Magazin, dem österreichischen Radiosender FM4, ORF.at sowie von der Tageszeitung Die Zeit.
Im Sommer 2017 war die Band mit Dinosaur Jr. und den Pixies auf Tour.  
2018 verließ Max Hauer die Band, Dominik Mayr rückte als neuer Keyboarder nach.  

## Rezeption
Nach der Veröffentlichung von Purple Lips 2014 schrieben die Oberösterreichischen Nachrichten von der „wahrscheinlich derzeit besten Rockband aus Österreich“, der Kurier vom „bisher besten Rock Album des Landes“. ORF.at schrieb „Pop darf wieder leiwand sein“.

## Diskografie
Studioalben

| Jahr | Titel             | Höchstplatzierung, Gesamtwochen, AuszeichnungChartsChartplatzierungen (Jahr, Titel, Platzierungen, Wochen, Auszeichnungen, Anmerkungen) | Anmerkungen |
| Jahr | Titel             | AT | Anmerkungen |
| ---- | ----------------- | --- | ----------- |
| 2013 | Waste Your Time   | — |             |
| 2014 | Purple Lips       | — |             |
| 2016 | Elephant Terrible | AT47 (1 Wo.)AT |             |

## Musikvideos
- 2018: Sant Marti feat. PAENDA
- 2018: A Song for a Failure[14]
- 2016: Morals[15]
- 2016: Teenager Of The Year[16]
- 2014: Money[17]
- 2014: The Cult[18]
- 2013: Wake Up[19]
- 2013: She Goes Around[20]
- 2013: Walk with Me[21]
- 2013: All the Other Kids[22]